# Катеринославська армія
Катеринославська армія — військове об'єднання Російської імператорської армії, армія Російської імперії на території України у 1784—1789 рр. Творець і командувач Григорій Потьомкін.
Складалася з десяти кінних полків та піхотного полку. На прапорі герб Росії (не обласний).
Була головною російською армією в Російсько-турецькій війні 1787—1792 рр. На початку війни мала чисельність 82 тис.чол.. 24 травня 1788 року спустилася з Ольвіополя частиною сил правим берегом Південного Бугу і 29 червня осадила Очаків. Після штурму 6 (17 за новим стилем) грудня, залишки частин армії розосередилися на зимові квартири, маючи на кампанію 1789 року завдання взяти Аккерман і Бендери.
Весною 1789 року об'єднана з Українською армією у Південну армію під командуванням того ж Г. Потьомкіна.